# Kardynałowie z nominacji Aleksandra III
Papież Aleksander III w ciągu 22 lat pontyfikatu (1159–1181) mianował prawdopodobnie 33 nowych kardynałów.
Uwagi odnośnie do dat: daty nominacji zdecydowanej większości kardynałów nie są znane. W literaturze przedmiotu są one ustalane hipotetycznie. Wiadomo, że zgodnie z obowiązującym wówczas prawem kościelnym nominacje kardynalskie miały miejsce co do zasady w tzw. soboty kwartalne, a czasem wyjątkowo także w Wielką Sobotę lub sobotę przed niedzielą pasyjną. Najczęściej przyjmuje się, że kardynał został mianowany w ostatnią sobotę kwartalną przed pierwszą wzmianką dokumentacyjną o nim jako kardynale, w niektórych przypadkach jednak data ta jest korygowana w oparciu o dodatkowe przesłanki, w szczególności miejsce danego kardynała w porządku starszeństwa, wynikające z kolejności podpisów na papieskich przywilejach.

## Nominacja 18 grudnia 1159
- Milo – kardynał diakon S. Maria in Aquiro, zm. 1161

## Nominacja 22 grudnia 1162
- Manfredo de Lavagna – kardynał diakon S. Giorgio in Velabro, następnie kardynał prezbiter S. Cecilia (22 września 1173), kardynał biskup Palestriny (18 grudnia 1176), zm. 17 stycznia 1178

## Nominacje 18 grudnia 1165
- Ugo Pierleoni CanReg, biskup Piacenzy – kardynał biskup Tusculum, zm. 21 kwietnia 1166
- Konrad von Wittelsbach CanReg, arcybiskup Moguncji – kardynał prezbiter S. Marcello, następnie kardynał biskup Sabiny (16 kwietnia 1166), zm. 25 października 1200.
- Ugo di Bologna – kardynał diakon S. Eustachio, zm. w grudniu 1177
- Witeliusz OSB, subdiakon S.R.E. – kardynał diakon Ss. Sergio e Bacco, zm. 20 lipca 1175
- Teodino de Arrone, subdiakon S.R.E., notariusz papieski, kamerling – kardynał diakon S. Maria in Portico, następnie kardynał prezbiter S. Vitale (19 marca 1166), kardynał biskup Porto e S. Rufina (maj 1179), zm. 7 marca 1186
- Pietro de Bono CanReg, subdiakon S.R.E. – kardynał diakon S. Maria in Aquiro, następnie kardynał prezbiter S. Susanna (22 września 1173), zm. 20 listopada 1187
- Ermanno, subdiakon S.R.E., notariusz papieski – kardynał diakon S. Angelo, następnie kardynał prezbiter S. Susanna (19 marca 1166), zm. w październiku 1166

## Nominacje 19 marca 1166
- Galdino Valvassi della Sala, archidiakon Mediolanu – kardynał prezbiter S. Sabina (do 5 września 1167[4]), abp Mediolanu (od 8 maja 1166), zm. 18 kwietnia 1176
- Girolamo CanReg – kardynał diakon S. Maria Nuova, zm. 1167.

## Nominacje w 1168
- Giovanni OSB, opat S. Sophia w Benewencie – kardynał prezbiter (S. Sisto?), zm. 1177
- Rainaldo OSB, biskup elekt Gaety – kardynał diakon Świętego Kościoła Rzymskiego, następnie[5] biskup Gaety 1169–1171, arcybiskup Bari 1171–1188, zm. 4 lutego 1188

## Nominacja 21 marca 1170
- Leonato de Manoppello OSB, opat S. Clemente w Casauria – kardynał diakon Świętego Kościoła Rzymskiego, zm. 25 marca 1182

## Nominacje 19 grudnia 1170
- Odon de Soissons OCist, opat Ourscamp – kardynał biskup Tusculum, zm. 1171.
- Lombardo da Piacenza, subdiakon S.R.E. – kardynał diakon Świętego Kościoła Rzymskiego, następnie kardynał prezbiter S. Ciriaco (20 lutego 1171), arcybiskup Benewentu[5] 1171–1179, zm. ok. 1179.

## Nominacja 3 marca 1173
- Uguccione Pierleoni – kardynał diakon S. Angelo, następnie kardynał prezbiter S. Clemente (23 września 1178), zm. 1 kwietnia 1182

## Nominacje 22 września 1173
- Pierre Ithier de Pavie CanReg, biskup elekt Meaux, archidiakon Pawii – kardynał prezbiter S. Crisogono, następnie kardynał biskup Tusculum (maj 1179), zm. 1 sierpnia 1182
- Laborans de Panormo – kardynał diakon S. Maria in Portico, następnie kardynał prezbiter S. Maria in Trastevere (8 marca 1180), zm. 6 października 1189

## Nominacje 8 marca 1175
- Raniero da Pavia – kardynał diakon S. Giorgio in Velabro, następnie kardynał prezbiter Ss. Giovanni e Paolo (18 grudnia 1182), zm. 1183.
- Vibiano, archidiakon Orvieto – kardynał diakon S. Nicola in Carcere, następnie kardynał prezbiter S. Stefano in Celiomonte (20 września 1175), zm. w maju 1184.

## Nominacja 3 czerwca 1178
- Ardoino da Piacenza CanReg, archidiakon Piacenzy, subdiakon S.R.E. – kardynał diakon S. Maria in Via Lata, następnie kardynał prezbiter S. Croce in Gerusalemme (23 września 1178), zm. 21 stycznia 1183

## Nominacje 23 września 1178
- Mathieu d’Anjou – kardynał prezbiter S. Marcello, zm. 1182
- Graziano da Pisa, subdiakon S.R.E., notariusz papieski – kardynał diakon Ss. Cosma e Damiano[6], zm. 1205.
- Jan – kardynał diakon S. Angelo, zm. 1181
- Rainier Magnus – kardynał diakon S. Adriano, zm. 1182
- Matteo CanReg, subdiakon S.R.E. – kardynał diakon S. Maria Nuova[6], zm. w styczniu 1182.
- Bernard – kardynał diakon S. Nicola in Carcere, zm. 1179.

## Nominacje w marcu 1179 (na Soborze Laterańskim III)
- Guillaume de Champagne, arcybiskup Reims – kardynał prezbiter S. Sabina, zm. 7 września 1202.
- Henri de Marsiac OCist, opat Clairavaux – kardynał biskup Albano, zm. 1 stycznia 1189
- Bernered OSB, opat Saint-Crepin-le-Grand w Soissons – kardynał biskup Palestriny, zm. 3 lipca 1180

## Nominacja 22 września 1179
- Paolo Scolari, subdiakon S.R.E., archiprezbiter bazyliki liberiańskiej – kardynał diakon Ss. Sergio e Bacco, następnie kardynał prezbiter S. Pudenziana (8 marca 1180), kardynał biskup Palestriny (20 grudnia 1180), Papież Klemens III (19 grudnia 1187), zm. 20 (?) marca 1191

## Nominacja ok. 1180
- Ruggiero di San Severino OSB, arcybiskup Benewentu 1179–1221 – kardynał prezbiter S. Eusebio, zm. 25 grudnia 1221

## „Domniemani” kardynałowie
Brixius wśród kardynałów mianowanych przez Aleksandra III wymienia jeszcze trzech innych, którzy znani są wyłącznie z pojedynczych dokumentów:
- Wilhelm, kardynał prezbiter S. Prassede – podpisał bullę z 20 grudnia 1173
- Piotr, kardynał prezbiter S. Cecilia – podpisał bullę z 25 maja 1178
- Piotr, kardynał prezbiter S. Luciae – podpisał bullę z 30 maja 1178

Bulle te nie zachowały się w oryginale, zachowane kopie zawierają liczne błędy, stąd nie ma pewności, czy kardynałowie ci istnieli naprawdę, czy też doszło tu jedynie do zniekształcenia przez kopistów nazw kościołów tytularnych kardynała Wilhelma z Pawii (S. Praxedis zamiast S. Eudoxiae) oraz Pietro de Bono (S. Caeciliae i S. Luciae zamiast S. Susannae), których podpisów brak na wspomnianych bullach, pomimo że podpisali wiele dokumentów Aleksandra III wydanych w pobliżu tych dat.
Ponadto według nekrologu opactwa Monte Cassino Aleksander III wyniósł do godności kardynalskiej jeszcze dwóch następujących benedyktyńskich opatów:
- Teodino de Scarpa OSB, opat Monte Cassino 1166–1167, zm. 14 września 1167
- Oderisio di Palearia OSB, opat S. Giovani in Venere 1155–1204, zm. 1204

Z uwagi na brak innych dowodów potwierdzających te promocje, wydają się one raczej mało prawdopodobne.